# Département d'Iglesia
Pour les articles homonymes, voir Iglesia.

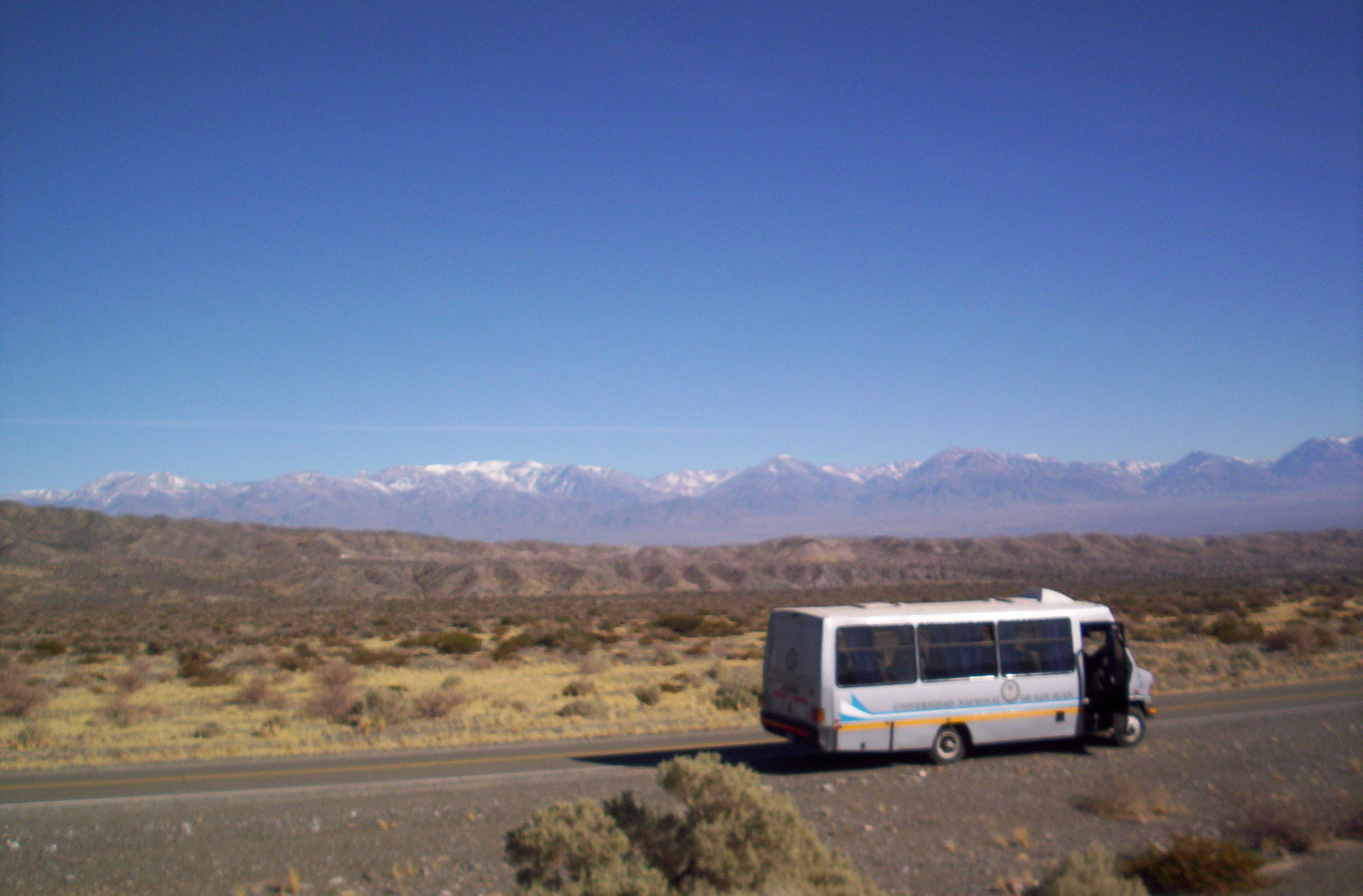
Vue de la Cordillère des Andes

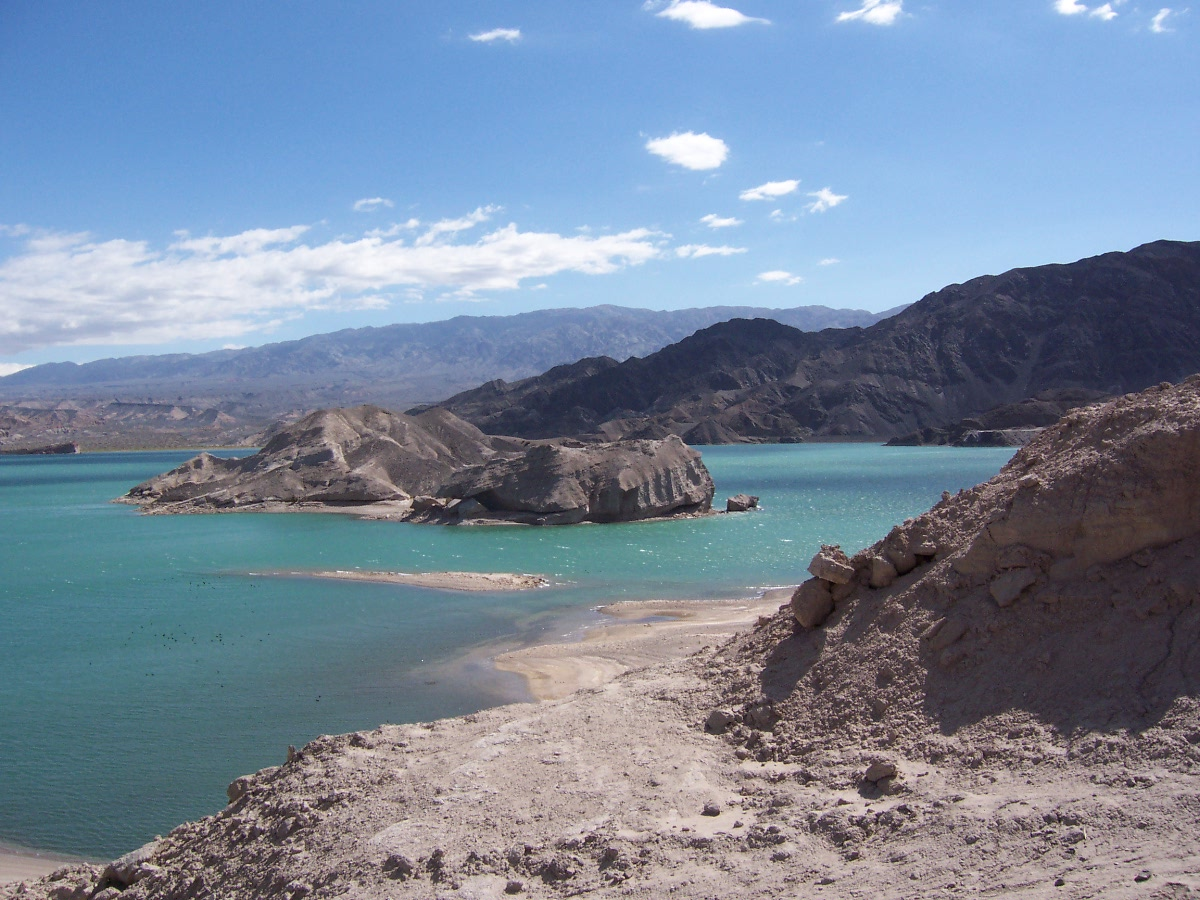
Lac du barrage de Cuesta del Viento.

Le département d'Iglesia est une des 19 subdivisions de la province de San Juan, en Argentine. Son chef-lieu est la ville de Rodeo.
Le département a une superficie de 19 801 km2. Sa population s'élève à 6 737 habitants au recensement de 2001, soit environ 0,3 hab./km2.
Le département possède à l'ouest une longue frontière avec le Chili.
Sur son territoire se trouvent le parc national San Guillermo et la réserve de biosphère San Guillermo.

## Lien externe

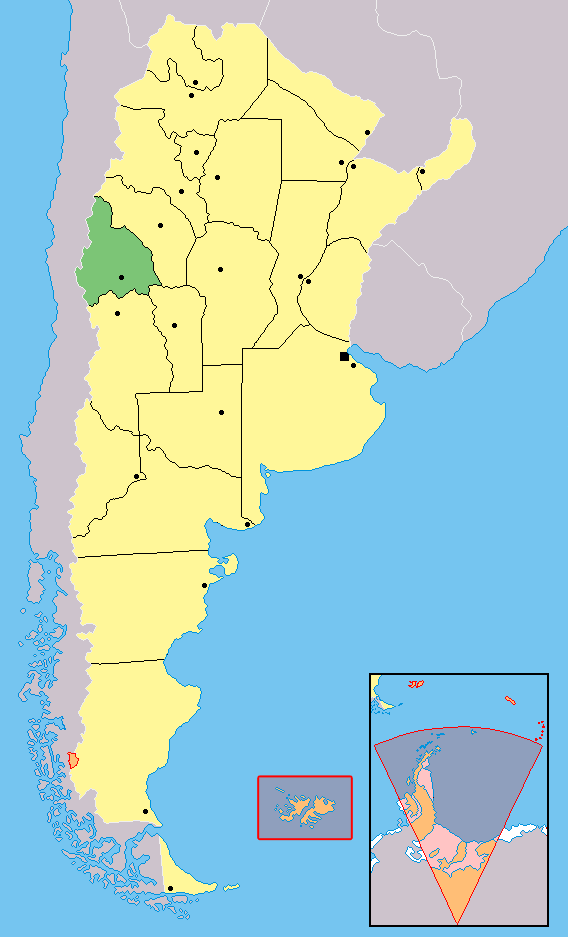
La province de San Juan en Argentine

## Autres localités importantes du département
- Angualasto
- Bella Vista
- Iglesia
- Las Flores
- Pismanta
- Tudcum